# Oxypetalum tomentosum
Oxypetalum tomentosum är en oleanderväxtart som beskrevs av Robert Wight, William Jackson Hooker och Arn.. Oxypetalum tomentosum ingår i släktet Oxypetalum och familjen oleanderväxter. Utöver nominatformen finns också underarten O. t. parvifolium.